# Margen de ganancia
El margen de ganancia (o diferencial de precios) es la diferencia entre el precio de venta de un bien o servicio y el costo. A menudo se expresa como un porcentaje sobre el costo. Se agrega un recargo al costo total en que incurre el productor de un bien o servicio para cubrir los costos de hacer negocios y generar ganancias. El costo total refleja la cantidad total de gastos fijos y variables para producir y distribuir un producto. El recargo se puede expresar como una cantidad fija o como un porcentaje del costo total o precio de venta. El recargo minorista se calcula comúnmente como la diferencia entre el precio mayorista y el precio minorista, como un porcentaje del mayorista. También se usan otros métodos.

## Determinación de precios

### Lucro
Suponga: el precio de venta es 2500, el costo del producto es 2000
Beneficio = Precio de venta - Costo
500 = 2500 – 2000

### Margen de Ganancia
A continuación se muestra el margen de beneficio como un porcentaje del costo agregado al costo para crear un nuevo total (es decir, costo más).
- Costo × (1 + marcado) = precio de venta

o resuelto para marcado = (precio de venta / costo) – 1
o resuelto para marcado = (precio de venta - costo) / costo
- Suponga que el precio de venta es de $ 1.99 y el costo es de $ 1.40

Margen = ($ 1.99 / 1.40) - 1 = 42%
o margen= ($ 1.99 - $ 1.40) / $ 1.40 = 42%
- Para convertir del margen de beneficio al margen de beneficio:

Precio de venta - Costo = Precio de venta × Margen de beneficio
por lo tanto, margen de beneficio = (precio de venta - costo) / precio de venta
Margen = 1 - (1 / (Marcado + 1))
o Margen = Marcado / (Marcado + 1)
Margen = 1 - (1 / (1 + 0.42)) = 29.5%
o Margen = ($ 1.99 - $ 1.40) / $ 1.99 = 29.6%
Otro método para calcular el marcado se basa en el porcentaje del costo. Este método elimina el proceso de dos pasos anterior e incorpora la capacidad de precios de descuento.
- Por ejemplo, el costo de un artículo es de 75.00 con un descuento del 25%.

75.00 / (1 - .25) = 75.00 / .75 = 100.00
Comparando los dos métodos para descontar:
- 75.00 × (1 + .25) = precio de venta 93.75 con un descuento del 25%

93.75 × (1 - .25) = 93.75 × .75 = 70.31 (25)
el costo fue de 75.00 y si se vendió por 70.31, tanto el recargo como el descuento son del 25%
- 75.00 / (1 - .25) = precio de venta 100.00 con un descuento del 25%

100.00 × (1 - .25) = 100.00 × .75 = 75.00
el costo fue de 75.00 y si se vende por 75.00, tanto el margen de beneficio como el descuento son del 25%
Estos ejemplos muestran la diferencia entre agregar un porcentaje de un número a un número y preguntar de qué número es este número X%. Si el marcado tiene que incluir más que solo ganancias, como gastos generales, puede incluirse como tal:
- costo × 1.25 = precio de venta

o
- costo / .75 = precio de venta

### Margen de suministro agregado
P = (1 + μ) W. Donde μ es el margen sobre los costos. Esta es la ecuación de precios.
W = F (u, z) Pe. Esta es la relación de fijación de salarios. u es el desempleo que afecta negativamente a los salarios y z la variable captura de todos afecta positivamente a los salarios.
Sub la configuración de salarios en la configuración de precios para obtener la curva de oferta agregada.
P = Pe (1 + μ) F (u, z). Esta es la curva de oferta agregada. Donde el precio está determinado por el precio esperado, el desempleo y z capturan todas las variables.

## Ejemplo
Así que tomamos un ejemplo de un producto o servicio que se vendió por £500 libras esterlinas. Con impuestos sobre las ventas que representan el 18%, comisiones del 10%, cargos financieros del 4.5% y ganancias del 12%. La suma de estos porcentajes representa el valor del recargo de ventas. Aquí, el margen de ventas es del 44,5% del precio de venta.
Dado que el producto o servicio se vendió por £500 libras esterlinas, entonces 222.50 libras esterlinas se utilizarán para pagar las cuentas de recargo de ventas (£90 libras esterlinas por impuesto a las ventas, £50.00 reales por comisión, £22.50 libras esterlinas por cargos financieros y £60,00 libras esterlinas para la ganancia).
El otro 55.5%, que equivale a 277,50 libras esterlinas (se destinará al pago del Costo de Producción).
También podemos decir que el 55.5% representa el Marcado del divisor, o Coeficiente del divisor.
El marcado de divisor es el porcentaje que se obtiene al tomar (1) un número entero (100%) y restarlo del porcentaje de marcado de venta.

## ¿Por qué el Divisor del Margen de Ganancia?
Es importante enfatizar que el valor inicial que usualmente tenemos se refiere al Costo. De esto llegaremos al valor de venta. Tomando el Costo de Producción y dividiendo por el porcentaje del Divisor de Marcado, obtenemos el precio de venta. En el ejemplo anterior, el coste de producción es de £277.50. Si tomamos este valor y lo dividimos entre 0.5550 (55.5%) obtendremos £500 libras esterlinas, que es el precio al que se vendió el producto o servicio.